# مردم یه‌مک
یه‌مک(هانگول:예맥، تلفظ کره‌ای: [jemɛk]) یک گروه قبیله ای باستانی در شبه جزیره کره شمالی و منچوری بود که توسط بسیاری از محققان به عنوان اجداد کره ای‌های مدرن در نظر گرفته می‌شود. به گفته آی گنه‌آ، یک سرویس تبارشناسی پیشرو اروپایی، تحقیقات فعلی آنها نشان می‌دهد که «کره ای‌های مدرن از نسل مردم یه‌مک هستند.» یه‌مک پیوندهای اجدادی با پادشاهی‌های کره ای مختلف از جمله گوجوسان، بویو، گوگوریو، و قبایلی از جمله اوکجو، دونگ یه (یه)، یانگ‌مک (양맥؛ 梁貊) و سوسومک (소수맥؛ 小) داشتند.